# Tumori papillari della regione pineale
I tumori papillari della regione pineale (PTPR) sono stati descritti per la prima volta da A. Jouvet et al. nel 2003 e sono stati introdotti nella classificazione dell'Organizzazione mondiale della sanità (OMS) del Sistema nervoso centrale (CNS) nel 2007. I tumori papillari della regione pineale si trovano sulla ghiandola pineale che si trova al centro della cervello. La ghiandola pineale si trova sul tetto del diencefalo . È una struttura a forma di cono dorsale nel tetto del mesencefalo. Il tumore sembra derivare dalle cellule ependimali specializzate dell'organo subcommissurale. I tumori papillari del sistema nervoso centrale e in particolare della regione pineale sono molto rari e quindi la loro diagnosi è estremamente difficile.

## Caratteristiche

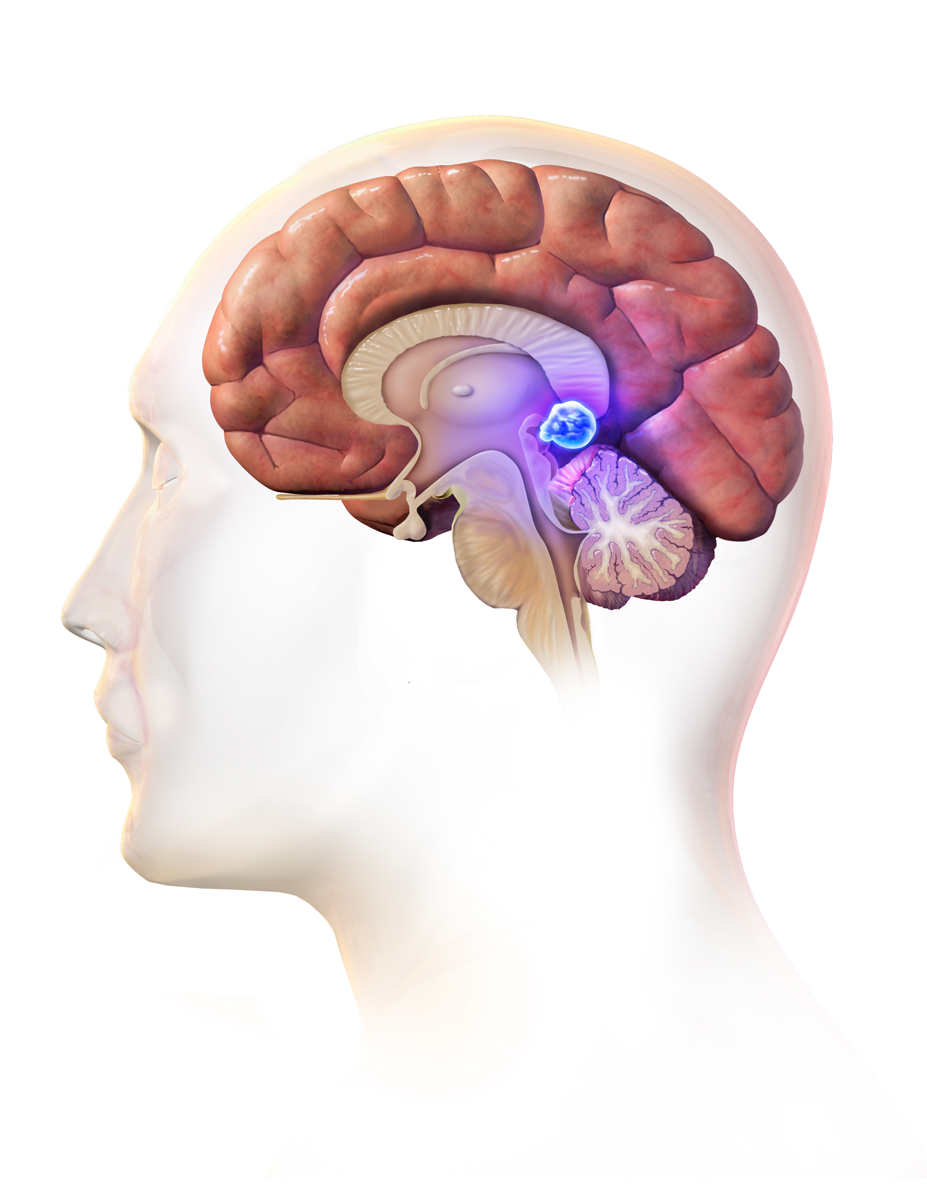
Tumore pineale

I tumori della regione pineale sono normalmente composti da una varietà di cellule tra cui astrociti, cellule gangliari, vasi sanguigni e pinealociti, che sono le cellule di questo organo. I pinealociti sono neuroni specializzati ricchi di neurotrasmettitori monoaminergici, tra cui serotonina, noradrenalina e melatonina. In particolare, i tumori papillari di questa regione sono costituiti da cellule ependimali che formano la papilla. La papilla è pensata per essere cellula di superficie. Le cellule ependimali rivestono l'interno dei ventricoli del cervello. Queste cellule hanno proteine che compongono le caratteristiche del tumore. Queste proteine derivano dai vasi sanguigni, cellule nervose e cellule muscolari.
Questi tumori, tumori papillari in questo caso, non hanno note caratteristiche genetiche predisponenti, come affermato dal Dr. Janss. Ha detto che non c'è nulla che colleghi la probabilità di ottenere questo tipo di tumore alla genetica, il che significa che nulla è ereditato. Tuttavia, tecnicamente parlando, è coinvolta la genetica, solo nel senso dell'ereditarietà. Le cellule tumorali possono differire nella loro struttura e funzione, ma tutte hanno una funzione normale, che è diretta dall'acido desossiribonucleico o dal DNA. Ci sono determinate cellule in un'area specifica, per la regione pineale si tratta di cellule ependimali e le cellule si dividono in milioni. Mentre queste cellule si dividono, il loro materiale genetico viene copiato. In un tumore, c'è una raccolta di mutazioni che sono errori di battitura nel materiale genetico, che interrompe la funzione della cellula normale. Pertanto, le cellule si differenziano da come dovevano essere. Se le cellule anormali continuano a crescere, dividere e produrre più cellule anormali, la massa di cellule anormali può eventualmente diventare un tumore .

## Sintomi
Il sintomo più comune del tumore papillare è un mal di testa. Poiché il mal di testa è un sintomo molto comune, la maggior parte delle persone non ci pensa. Ecco perché i tumori al cervello sono così pericolosi. Non ci sono molti sintomi associati a loro, quindi le persone tendono ad aspettare molto prima di cercare un aiuto medico. Il più delle volte le persone vanno dal medico quando i loro mal di testa diventano costanti e iniziano a non scomparire mai. Questo sintomo tuttavia si manifesta in modo secondario nell'idrocefalo, che è il risultato della compressione dell'acquedotto cerebrale. L'acquedotto cerebrale è uno stretto canale nel mesencefalo, che collega il terzo e il quarto ventricolo. Quando un tumore blocca il percorso del liquido cerebrospinale, questo causa mal di testa nel paziente. Spesso quando si verifica l'idrocefalo, viene messo in atto uno shunt per alleviare la pressione. In un caso di studio, è stata eseguita una terza ventriculostomia endoscopica come procedura di prima linea per il trattamento dell'idrocefalo e anche a fini diagnostici.
In alcuni casi, i pazienti hanno sofferto di diplopia progressiva o visione doppia. Inoltre, sebbene non in tutti i casi, i pazienti a volte soffrono di nausea e vomito.

## Caratteristiche istologiche e immunoistochimiche
La diagnosi critica di questa neoplasia è spesso difficile a causa della sua somiglianza con altre lesioni papillari primarie o secondarie della regione pineale, tra cui tumori pineale parenchimali, ependimoma papillare, meningioma papillare, papilloma del plesso coroideo e carcinoma papillare metastatico.
AE1 / AE3 (pan-citocheratina) → -
CK8 / 18 (citocheratina 8/18) → +++
EMA (antigene della membrana epiteliale) → -
GFAP (proteina acida fibrillare gliale) → +
Sinaptofisina → -
Cromogranina → -
NSE (enolasi specifica del neurone) → ++
NFP (proteina del neurofilamento) → -
CD56 / N-CAM (molecola di adesione delle cellule neurali ) → ++
S100 → ++
Transtiretina → -
Vimentina → +++
Desmina → -
SMA (actina del muscolo liscio) → +
L'intensità dell'immunoreattività è stata valutata come segue: - (assente), + (debole / focale), ++ (moderato) e +++ (forte).

## Diagnosi

### Stadiazione

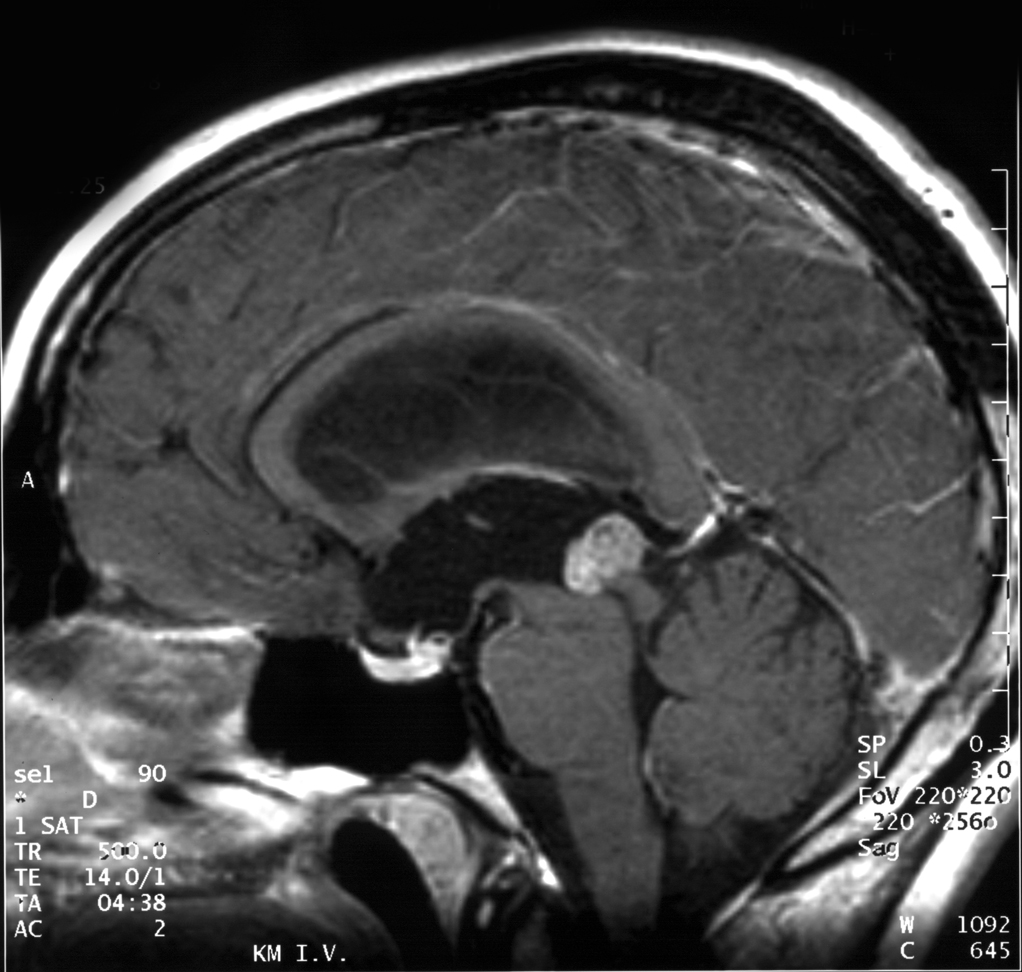
Risonanza magnetica di un tumore papillare della regione pineale in un ragazzo di 18 anni. Sagittal T1 + Gd.

Il tumore papillare della regione pineale (PTPR) è una neoplasia recentemente descritta che è stata formalmente riconosciuta nell'Organizzazione mondiale della sanità (OMS) nel 2007 nella "Classificazione dei tumori del sistema nervoso".
Poiché questi tumori sono così rari, all'inizio non c'era davvero modo di classificarli. Una volta sottoposti a biopsia, sono stati definiti maligni, cancerosi o benigni, senza cancro. Dopo aver analizzato sempre più casi di questo tumore, sono stati classificati come stadio II o stadio III, secondo la classificazione dell'OMS. L'attività mitotica varia per questi tumori, che vanno da 0 a 10 mitosi per 10 campi ad alta potenza (x40).

### Stadio II
I tumori di grado II hanno una crescita relativamente lenta. Hanno un aspetto microscopico leggermente anormale e possono diffondersi nei tessuti normali vicini. I tumori di grado II possono anche ripresentarsi come tumore di grado superiore.

### Stadio III
I tumori di grado III sono maligni . In questi tipi di tumori le cellule riproducono attivamente cellule anormali. Le cellule del tumore spesso crescono nel tessuto cerebrale normale nelle vicinanze. I tumori di grado III tendono a ripresentarsi come tumori di grado superiore.

## Epidemiologia
I tumori papillari della regione pineale sono estremamente rari, costituendo lo 0,4-1% di tutti i tumori del sistema nervoso centrale. Questi tumori si verificano più comunemente negli adulti con età media di 31,5 anni. Sono stati segnalati casi di persone di età compresa tra 5 e 66 anni. C'è una leggera predominanza del sesso femmine.

## Ricerche attuali
A causa della rarità di questi tumori, ci sono ancora molte informazioni sconosciute. Ci sono molti casi studio che sono stati riportati su pazienti a cui è stato diagnosticato questo tipo specifico di tumore. La maggior parte delle informazioni di cui sopra proviene dai risultati risultanti da casi di studio.
Da quando i tumori papillari della regione pineale sono stati descritti per la prima volta nel 2003, sono stati pubblicati settanta casi nella letteratura inglese. Poiché è stato segnalato un numero così limitato di casi, le linee guida per il trattamento non sono state stabilite. Sono necessari un numero maggiore di casi che contengono un follow-up clinico più lungo sono per ottimizzare la gestione dei pazienti con questa malattia rara.
Sebbene vi sia un consenso generale sulla morfologia e sulle caratteristiche immunoistochimiche necessarie per la diagnosi, i criteri di classificazione istologica devono ancora essere pienamente definiti e il suo comportamento biologico sembra essere variabile. Questo tipo specifico di tumore sembra avere un alto potenziale di recidiva locale con un alto tasso di recidiva del letto tumorale durante i cinque anni dopo l'intervento chirurgico iniziale. Ciò suggerisce la necessità di procedere all'utilizzo della radioterapia coadiuvante per aumentare l'efficacia della cura dopo la resezione chirurgica.
Come indicato sopra, le linee guida specifiche per il trattamento non sono state ancora stabilite, tuttavia, la resezione totale del tumore è stata l'unico fattore clinico associato alla sopravvivenza globale e libera da progressione. Il valore della radioterapia e della chemioterapia sulla progressione della malattia dovranno essere studiati in futuro.